# Sorin Cîmpeanu
Sorin Mihai Cîmpeanu (Bucarest, 18 aprile 1968) è un politico e docente rumeno.
È stato Ministro della pubblica istruzione dal 17 dicembre 2014 al 5 novembre 2015, diventando a seguito dell'incarico affidatogli dal Presidente Klaus Iohannis Primo ministro della Romania ad interim dal 5 al 17 novembre 2015, succedendo a Victor Ponta.
Sorin Cîmpeanu è stato succeduto da Dacian Cioloș nella sua carica di primo ministro.

## Biografia

### Studi e Formazione
Sorin Mihai Cîmpeanu si è laureato nel 1991 presso la Facoltà di Bonifica agraria e Ingegneria Ambientale dell'Università di Scienze Agronomiche e Medicina Veterinaria di Bucarest. Nel 1992 è tornato alla sua alma mater, dove dapprima è assistente di ricerca, dal 1995 è professore e incaricato dal 1997 (Şef lucrări). In parallelo è stato coordinatore del centro di prova Periş - Ilfov. Nel 2000 gli è stato conferito il dottorato presso l'Università di Scienze Agrarie. È stato Coordinatore tecnico del Centro Nazionale per il Programma Leonardo da Vinci dell'UE per il Ministero dell'Istruzione e della Ricerca dal 2000 al 2003 e poi fino al 2004 coordinatore specialista dell'Agenzia nazionale per la collaborazione dell'università con l'ambiente socioeconomico (parte) attiva. L'Università di Scienze Agrarie lo nominò nel 2001 Junior Professor (Conferenţiar). Nel 2003 è diventato Vicepresidente del Centro di Eccellenza per la Ricerca BIOTEHNOL. Dal 2004 al 2008 è stato Vicepreside della Facoltà di Bonifica agraria e Ingegneria ambientale. Nel 2006 è stato nominato professore. Poi ha diretto il programma di dottorato presso l'Università. Dal 2008 al 2012 è stato decano della sua facoltà.
Nel marzo 2012 è diventato rettore dell'Università di Scienze Agrarie e Medicina Veterinaria. È stato poi membro dell'Accademia di Scienze Agricole e Forestali "Gheorghe Ionescu Sisesti" e dell'Accademia rumena di Scienze Tecniche, Vicepresidente del Comitato nazionale rumeno per il Programma Idrologico Internazionale (CIHR) e Segretario generale del Consiglio nazionale per l'Accreditamento dei Titoli universitari, Diplomi e Certificati (CNATDCU). Nel luglio 2013 è diventato Presidente della Conferenza dei rettori romeni. Nel 2013 ha seguito un corso presso l'Accademia Nazionale "Mihai Viteazul" dei servizi segreti romeni SRI.
Ha assunto la carica di Presidente del Consiglio Nazionale dei Rettori, precedentemente detenuto da Ecaterina Andronescu.

### Primo ministro della Romania (2015):ad interim
Dopo che Victor Ponta e il suo governo a seguito dell'incendio catastrofico in una discoteca di Bucarest (Collectiv club) e le proteste pubbliche contro la percezione della corruzione del governo si sono dimessi, il Presidente Klaus Iohannis ha nominato Sorin Cimpeanu Primo ministro della Romania, alla guida di un governo di transizione dal 5 al 17 novembre 2015. L'incarico è stato assunto successivamente da Dacian Cioloș.

### Carriera politica successiva
In seguito al congresso del PNL del 25 settembre 2021, che elesse Florin Cîțu alla presidenza, venne nominato vicepresidente del partito con competenze sull'istruzione e la ricerca.